# Kanton Luzech
Luzech is een kanton van het Franse departement Lot. Het kanton maakt deel uit van het arrondissement Cahors.

## Gemeenten
Het kanton Luzech omvatte tot 2014 de volgende 13 gemeenten:
- Albas
- Anglars-Juillac
- Bélaye
- Caillac
- Cambayrac
- Carnac-Rouffiac
- Castelfranc
- Douelle
- Luzech (hoofdplaats)
- Parnac
- Saint-Vincent-Rive-d'Olt
- Sauzet
- Villesèque

Bij de herindeling van de kantons door het decreet van 13 februari 2014, met uitwerking op 22 maart 2015, werden daar 13 gemeenten van het op die dag opgeheven kanton Montcuq aan toegevoegd.
Daarvan werden :
- op 1 januari 2016 de gemeenten Belmontet, Lebreil, Montcuq, Sainte-Croix en Valprionde samengevoegd tot de fusiegemeente (commune nouvelle) Montcuq-en-Quercy-Blanc.
- op 1 januari 2016 de gemeenten Bagat-en-Quercy, Saint-Daunès en Saint-Pantaléon samengevoegd tot de fusiegemeente (commune nouvelle) Barguelonne-en-Quercy.
- op 1 januari 2018 de gemeenten Lascabanes, Saint-Cyprien en Saint-Laurent-Lolmie samengevoegd tot de fusiegemeente (commune nouvelle) Lendou-en-Quercy.
- op 1 januari 2019 de gemeente Fargues toegevoegd aan de gemeente Porte-du-Quercy, waarna zij op 5 maart 2020 werd overgeheveld naar het kanton Puy-l'Évêque.

Hierdoor worden de toegevoegde gemeenten herleid tot de volgende 4:
- Barguelonne-en-Quercy
- Lendou-en-Quercy
- Montcuq-en-Quercy-Blanc
- Montlauzun